# What's Up? (canção)
"What's Up?" é uma canção da banda norte-americana 4 Non Blondes, gravada para o seu único álbum de estúdio Bigger, Better, Faster, More!. Foi escrita por Linda Perry, a vocalista da banda, enquanto que a produção ficou a cargo de David Tickle. A sua gravação decorreu em 1992. Deriva de origens estilísticas de rock alternativo e blues rock. Liricamente, o tema descreve alguém que está entediado, esperando que algo aconteça, e reza para Deus por uma revolução em sua vida.
A canção ganhou popularidade nos Estados Unidos e em vários países europeus, chegando ao primeiro lugar na Áustria, Bélgica, Dinamarca, Alemanha, Islândia, Irlanda, Holanda, Noruega, Polônia, Suécia, Suíça e também no Brasil, além de alcançar a 14.ª posição na Billboard Hot 100. O videoclipe foi dirigido pelo cineasta americano Morgan Lawley e também foi indicado na categoria de Melhor Vídeo de Rock Alternativo no MTV Video Music Awards.

## Antecedentes e escrita
Apesar do título, a música não contém a frase "What's Up?" e em vez disso, na letra é "What's Goin' On?" que é destaque no refrão. O título foi escolhido para evitar confusão com a canção de R&B, "What's Going On" de Marvin Gaye. O vídeo da música foi dirigido por Morgan Lawley.

## Recepção da crítica
"What's Up" está na lista dos "Maiores Hits de Todos os Tempos", feita pela VH1 na posição #94, e classificada na posição #86 da MuchMore na lista das "100 Maiores Canções dos anos 90". Por outro lado, é classificada na posição #19 da lista feita pela Spinner de "20 Piores Canções dos Ano 90".

## Desempenho nas tabelas musicais
O single obteve um grande sucesso nas rádios. Além de ter alcançado o número #14 na Billboard Hot 100 e recebeu disco de ouro nos Estados Unidos pelas vendas superiores de 500 mil cópias. "What's Up?" obteve um sucesso maior em países da Europa, como na Irlanda, Alemanha, Noruega, Suiça e Suécia, em território britânico a canção chegou ao número #2 na UK Singles Chart e disco de prata pelas vendas de 250 mil cópias. No Brasil, foi a quinta música mais tocada nas rádios em 1993.

### Posições
| Tabela musical (1993)                          | Melhor posição |
| ---------------------------------------------- | -------------- |
| O campo songid é OBRIGATÓRIO PARA PARADA ALEMÃ | 1              |
| Austrália (ARIA)                               | 2              |
| Áustria (Ö3 Austria Top 75)                    | 1              |
| Bélgica (Ultratop 50 de Flandres)              | 1              |
| Canadá (Canadian Hot 100)                      | 33             |
| Estados Unidos (Billboard Hot 100)             | 14             |
| Estados Unidos (Hot Mainstream Rock Tracks)    | 16             |
| Estados Unidos (Mainstream Top 40)             | 15             |
| França (SNEP)                                  | 3              |
| Irlanda (IRMA)                                 | 1              |
| Itália (FIMI)                                  | 2              |
| Noruega (VG-lista)                             | 1              |
| Nova Zelândia (Recorded Music NZ)              | 2              |
| Países Baixos (Dutch Top 40)                   | 1              |
| Reino Unido (The Official Charts Company)      | 2              |
| Suécia (Sverigetopplistan)                     | 1              |
| Suíça (Schweizer Hitparade)                    | 1              |
| União Europeia (Eurochart Hot 100)             | 1              |

| Tabela musical (1993)              | Melhor posição |
| ---------------------------------- | -------------- |
| Austrália (ARIA)                   | 7              |
| Áustria (Ö3 Austria Top 75)        | 1              |
| Países Baixos (Dutch Top 40)       | 1              |
| Suíça (Schweizer Hitparade)        | 5              |
| Estados Unidos (Billboard Hot 100) | 50             |

| País/Associação      | Certificação | Vendas     |
| -------------------- | ------------ | ---------- |
| Áustria - IFPI       | Platina      | 50,000+    |
| Alemanha - BVMI      | 2× Platina   | 1.000,000+ |
| Países Baixos - NVPI | Platina      | 60,000+    |
| Suécia - GLF         | Ouro         | 25,000+    |
| Reino Unido - BPI    | Prata        | 250,000+   |

## Na cultura popular

### Presença em "Olho no Olho Internacional" (1993)

Trilha sonora "Olho no Olho Internacional", lançada em LP, K7 e CD, cuja música esteve incluída. Na capa a atriz Rita Guedes, personagem que a música foi tema.

A canção "What's Up!" foi bastante tocada no Brasil, e esteve incluída na trilha sonora internacional da telenovela brasileira "Olho no Olho" de Antonio Calmon, exibida pela Rede Globo entre 1993/1994, como tema da personagem "Pinky", interpretada por Rita Guedes. A mesma atriz foi capa desta trilha.